# Ключинівка
Ключи́нівка — село в Україні, у Лебединській міській громаді Сумського району Сумської області. Населення становить 66 осіб. До 2020 орган місцевого самоврядування — Гринцівська сільська рада.

## Географія
Село Ключинівка знаходиться на відстані до 1,5 км від сіл Гринцеве, Протопопівщина і Миронівщина. По селу протікає пересихаючий струмок з греблею.

## Історія
12 червня 2020 року, відповідно до Розпорядження Кабінету Міністрів України № 723-р «Про визначення адміністративних центрів та затвердження територій територіальних громад Сумської області», увійшло до складу Лебединської міської територіальної громади.
19 липня 2020 року, після ліквідації Лебединського району, село увійшло до Сумського району.

## Населення

### Мова
Розподіл населення за рідною мовою за даними перепису 2001 року:
| Мова       | Кількість | Відсоток |
| ---------- | --------- | -------- |
| українська | 65        | 98.49%   |
| російська  | 1         | 1.51%    |
| Усього     | 66        | 100%     |